# البنك العربي الإسباني
البنك العربي الإسباني إس. آ. (بالإسبانية: Banco Árabe Español, S.A)‏ أو "Aresbank" هو بنك تأسس في العام 1975، مقره مدريد العاصمة الإسبانية. في 13 نوفمبر 2006 صار البنك تابعا للمصرف الليبي الخارجي، التابع للدولة الليبية.
وفي يناير 2009 وأثناء زيارة ملك إسبانيا خوان كارلوس لليبيا ضمن وفد اقتصادي أعلن عبد الرحمن شلقم أمين اللجنة الشعبية للاتصال الخارجي الليبي برفقة وزير الخارجية الإسبانية ميغيل أنخيل موراتينوس أن ليبيا قامت بشراء أكثر من 99% من أسهم البنك الذي كان مهددا بالإفلاس، مضيفا بأن «..هذه الخطوة ستساعد أيضا على زيادة حركة التبادل التجاري والاستثمار بين البلدين..».